# Порт Ројал (Вирџинија)
Порт Ројал (енгл. Port Royal) град је у америчкој савезној држави Вирџинија. По попису становништва из 2010. у њему је живело 126 становника.

## Демографија
Према попису становништва из 2010. у граду је живело 126 становника, што је 44 (25,9%) становника мање него 2000. године.
| Група             | 2000.       | 2010.      |
| Белци             | 101 (59,4%) | 63 (50,0%) |
| Афроамериканци    | 65 (38,2%)  | 54 (42,9%) |
| Азијати           | 0 (0,0%)    | 0 (0,0%)   |
| Хиспаноамериканци | 1 (0,6%)    | 5 (4,0%)   |
| Укупно            | 170         | 126        |